# Square des Écrivains-Combattants-Morts-pour-la-France
Le square des Écrivains-Combattants-Morts-pour-la-France est un square et une voie du 16e arrondissement de Paris, longeant le bois de Boulogne et le boulevard Suchet.

## Situation et accès
Le square est accessible au niveau du 22 boulevard Suchet et du 21 avenue du Maréchal-Maunoury,.
Il est ouvert 24 heures sur 24.
Il est desservi par la ligne 9 aux stations Ranelagh et La Muette ainsi que par la ligne C du RER via les gares de Boulainvilliers et de l'avenue Henri-Martin.

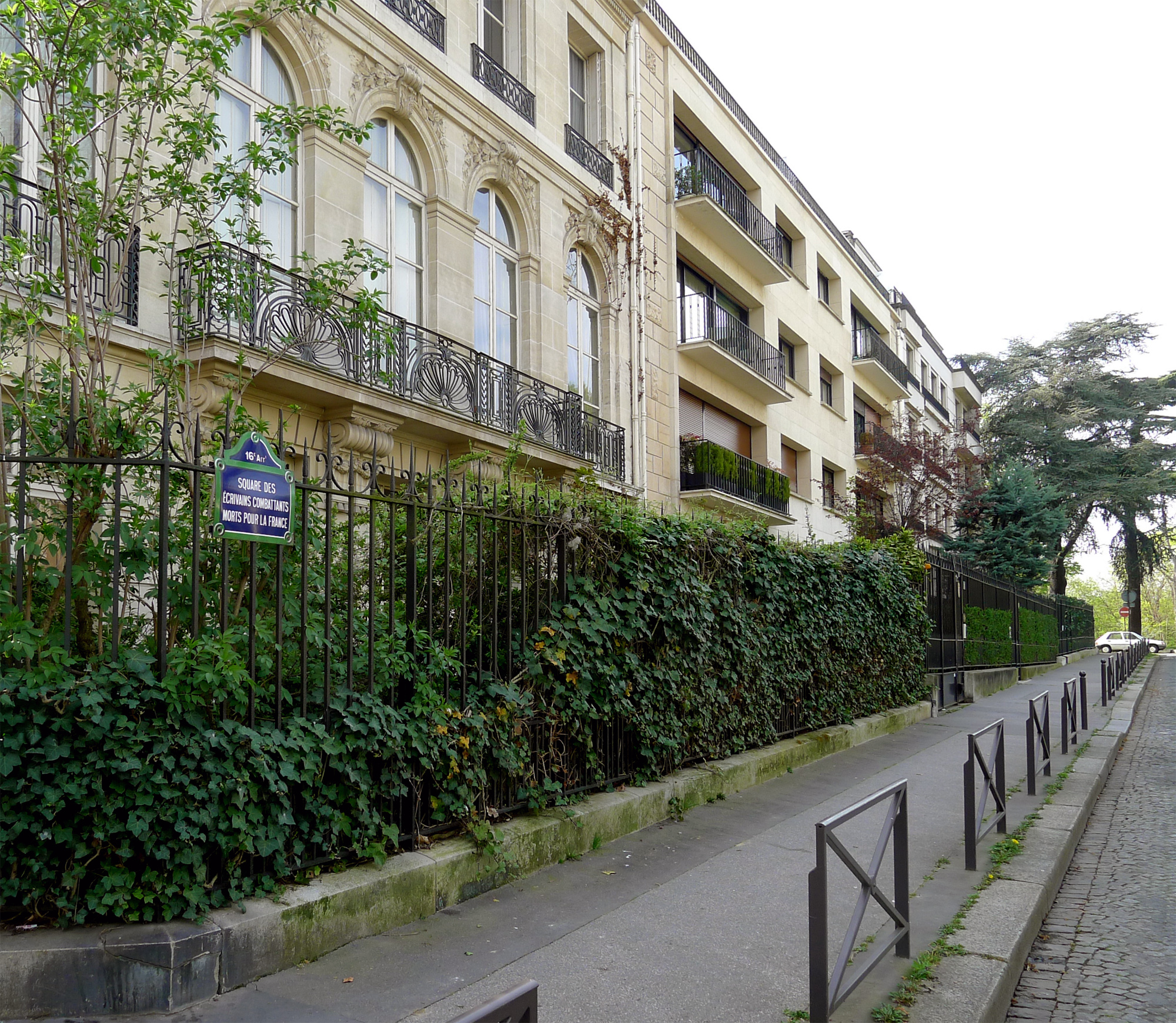
Voie sud.
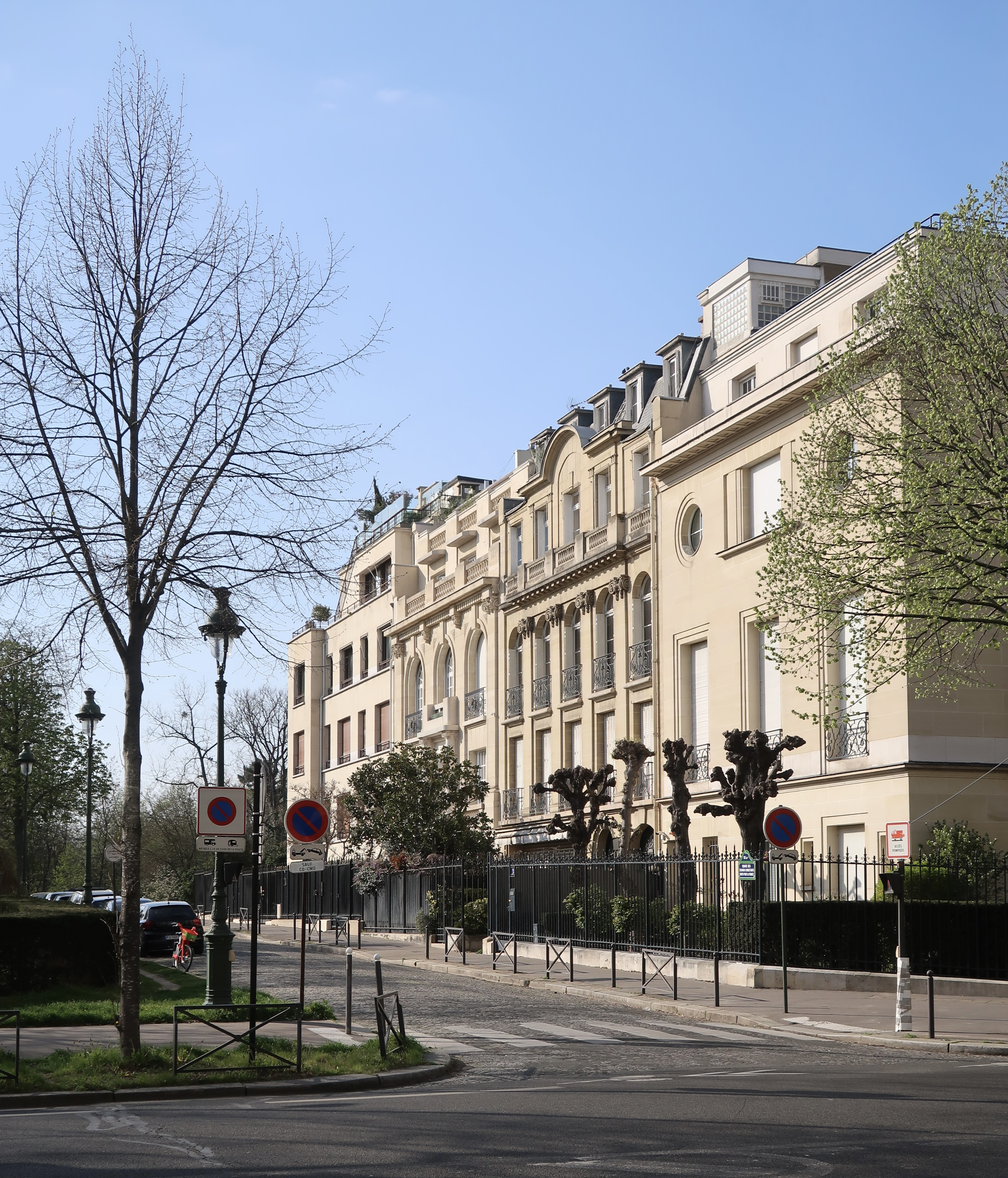
Voie nord.

## Origine du nom
Il rend hommage aux écrivains morts au champ d'honneur pendant la guerre de 1914-1918, parmi lesquels Alain-Fournier, Charles Péguy, Louis Pergaud et Guillaume Apollinaire.

## Historique
Le square a pris sa dénomination à la suite d'une délibération du conseil municipal de Paris du 30 décembre 1927 et d'un arrêté préfectoral du 11 février 1928.
Il a ensuite été ouvert en 1929 sur l'emplacement des bastions nos 58-59 de l'ancienne enceinte de Thiers. Il a été aménagé de telle sorte qu'il crée un prolongement de la rue Louis-Boilly.
Les deux voies carrossables entourant le square et perpendiculaires au boulevard Suchet portent également le nom de « square des Écrivains-Combattants-Morts-pour-la-France » et sont loties (du no 1 au no 8).
Voisins, les squares Alfred-Capus, Tolstoï et Henry-Bataille sont créés à la même époque et suivant un schéma similaire.

## Description du square
Le square est planté de rosiers, de massifs de plantes de terre de bruyère, de plusieurs frênes à fleurs et d'un cèdre. Il possède le label ÉcoJardin.
Il ne présente aucune statue et ne se compose que d'une plate-bande centrale entourée d'une allée circulaire entourée d'arbres. Une plaque commémorative rend hommage aux hommes de lettres morts durant la Première Guerre mondiale.
Le square est accessible aux personnes à mobilité réduite.

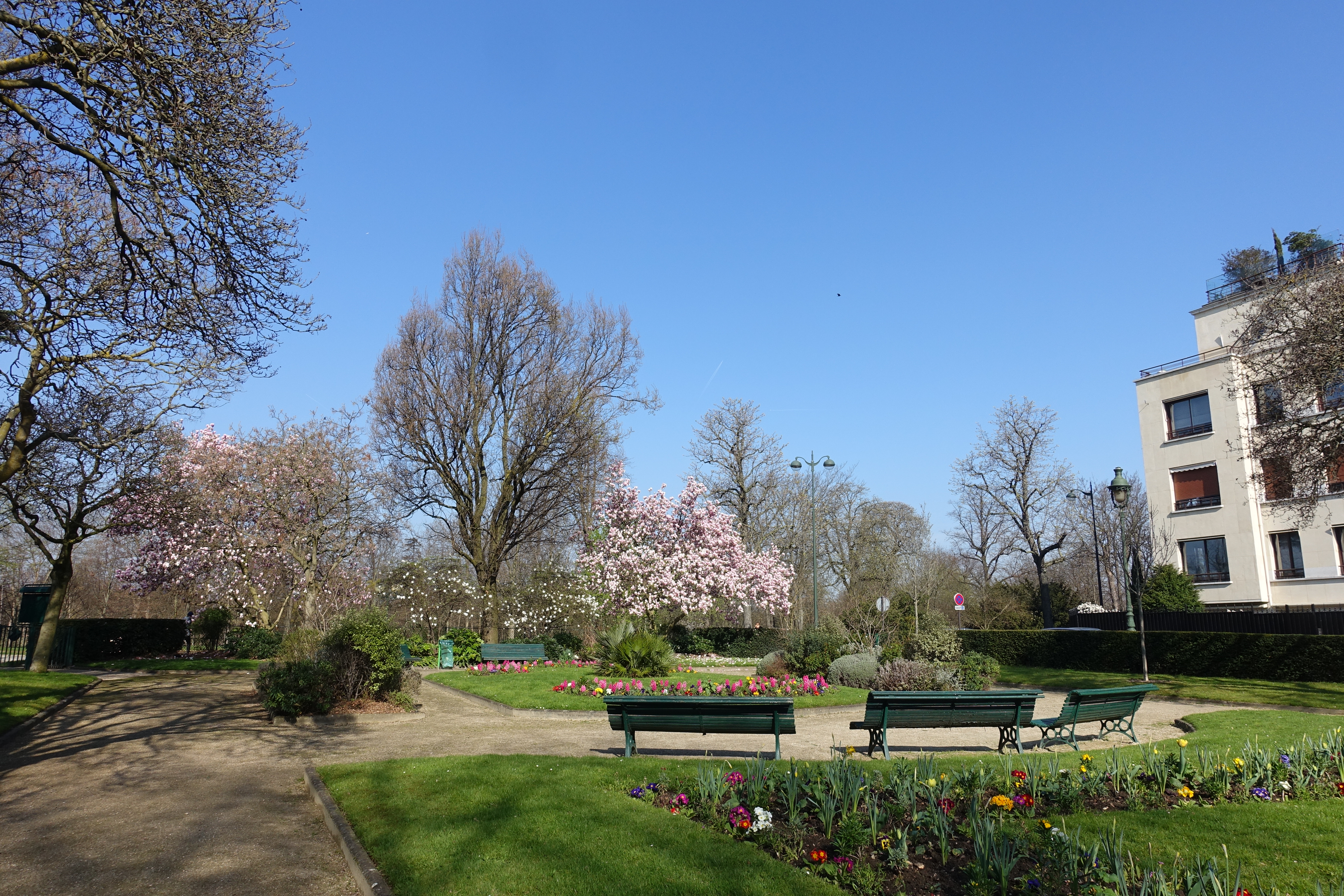
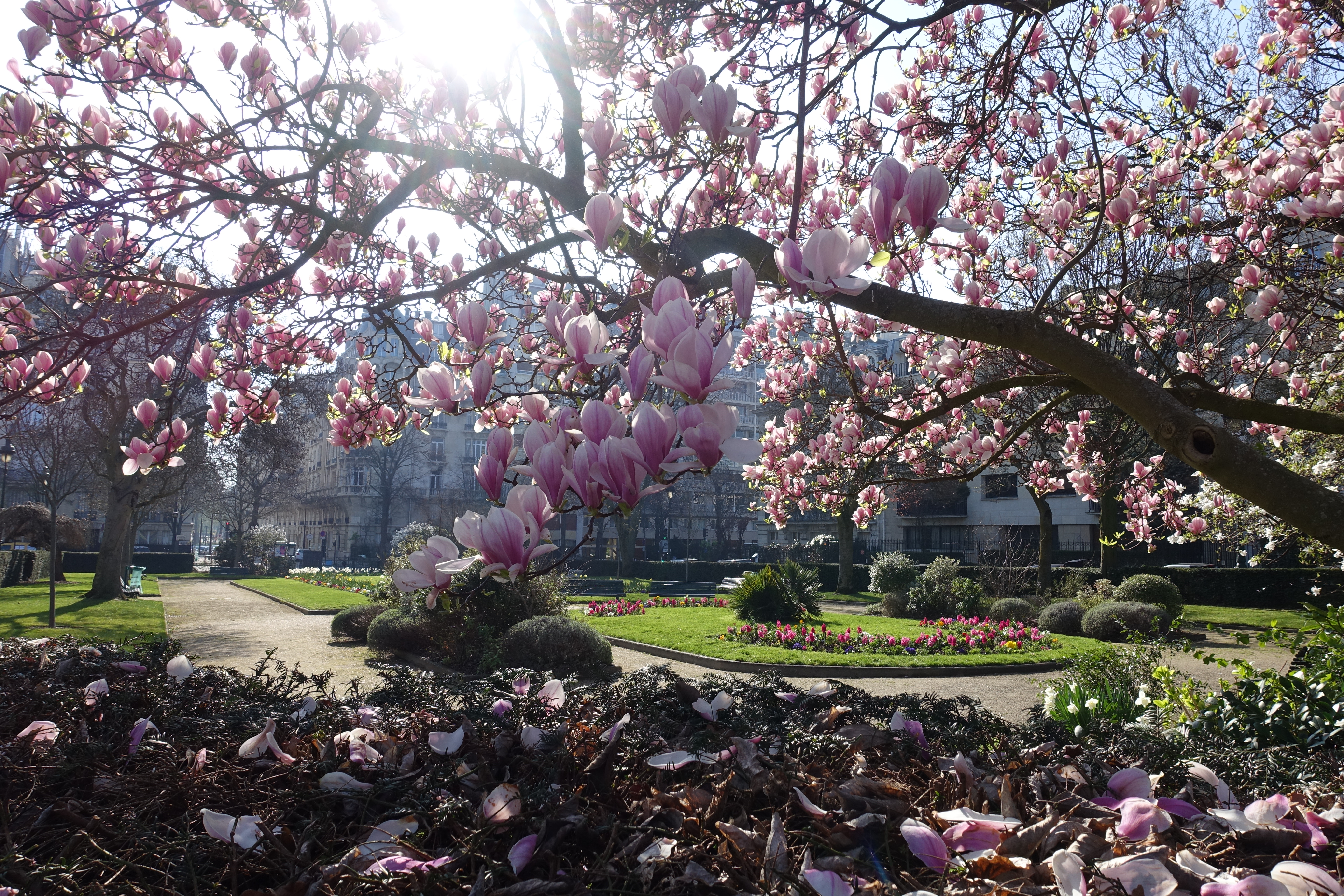
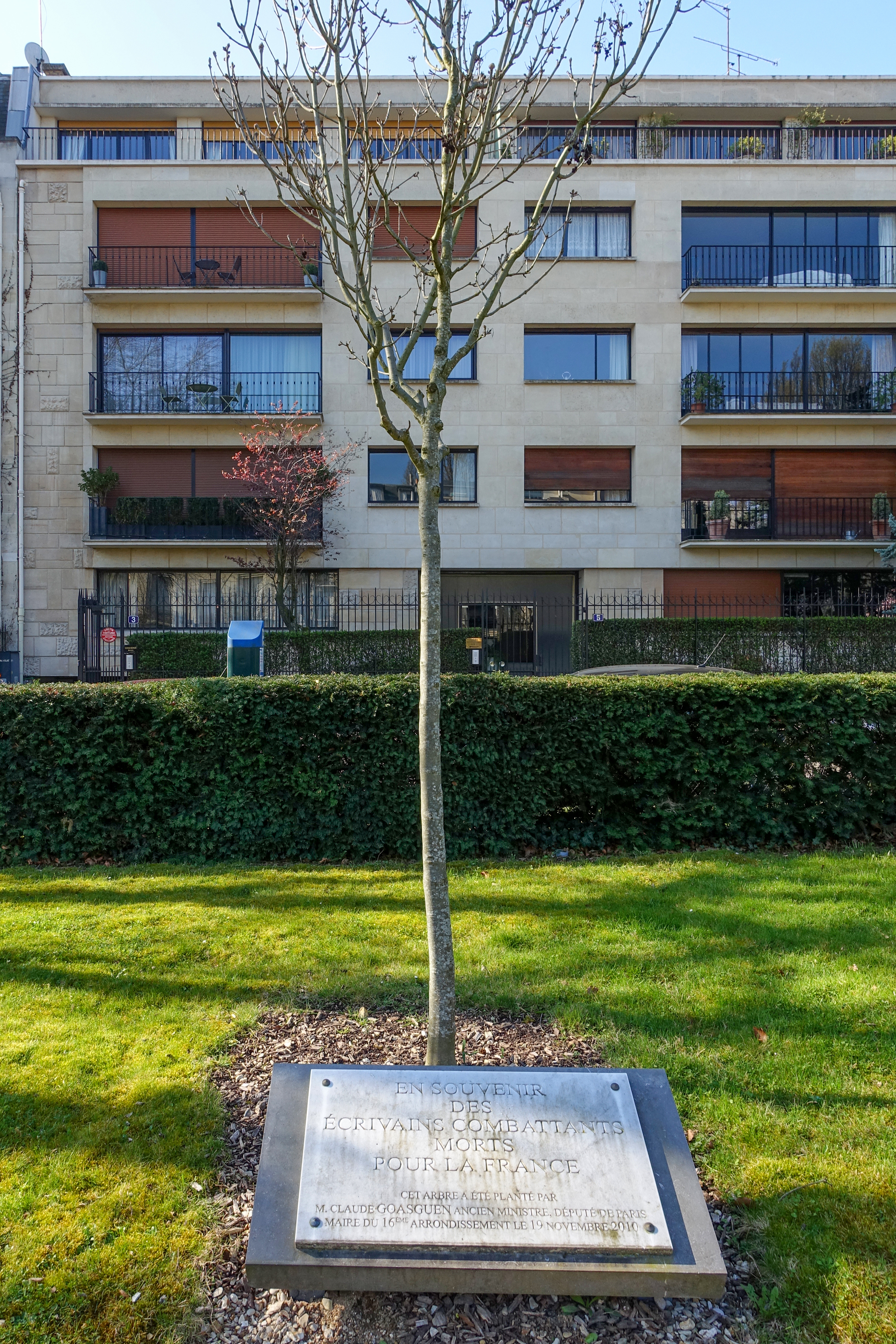
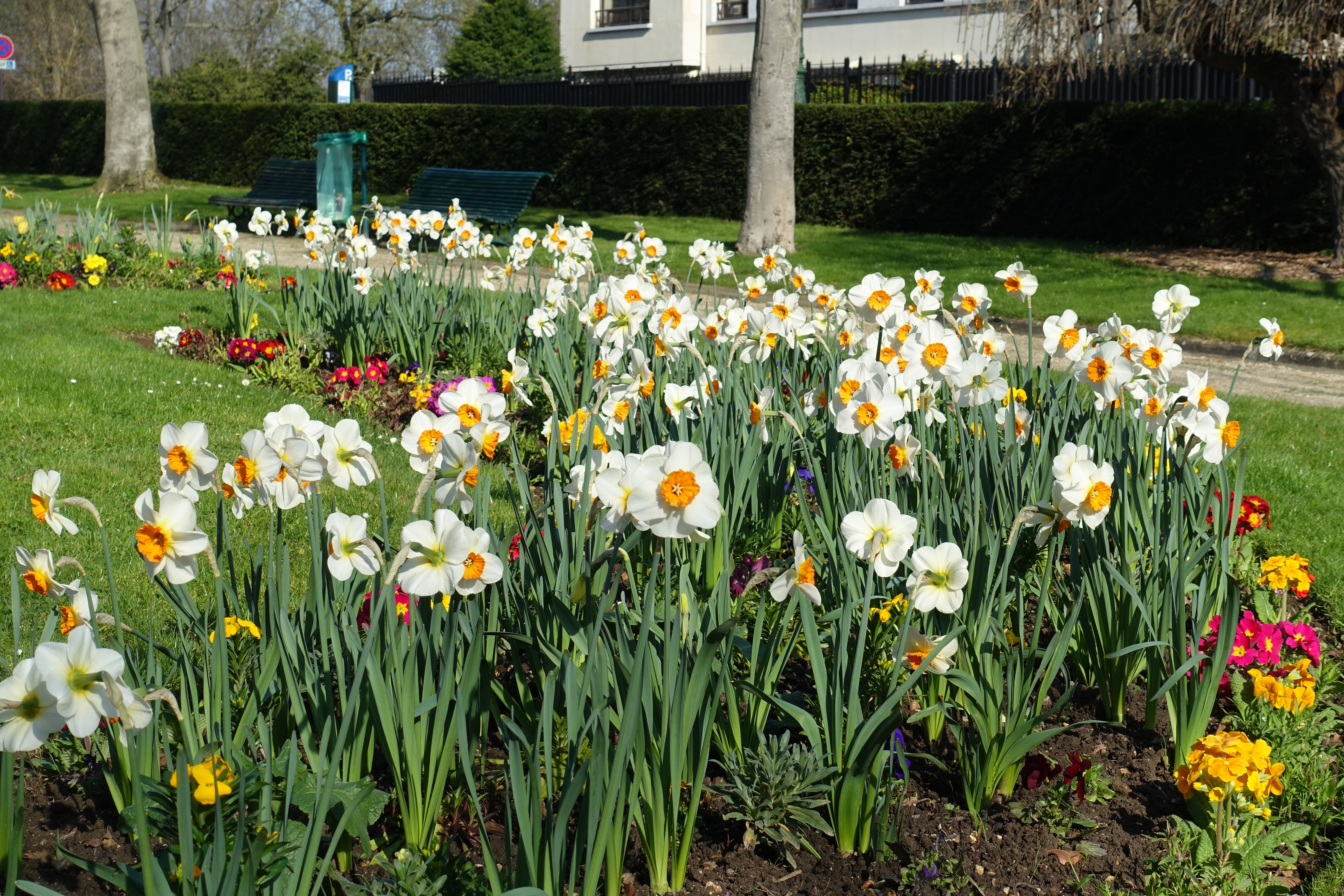

Les chiens y sont interdits.

## Cession des terrains et constitution des lots

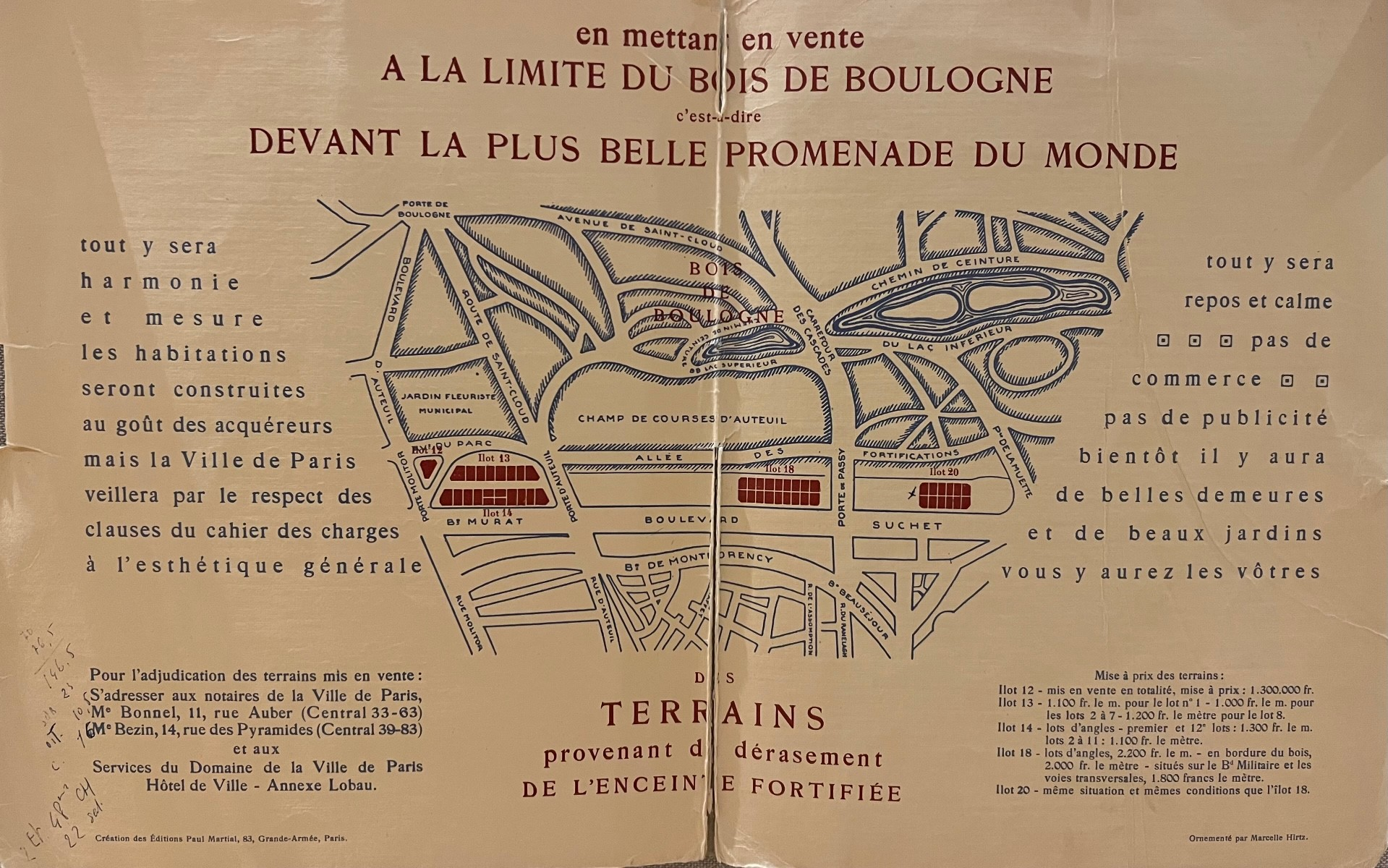
Documentation de la mairie de Paris invitant les acquéreurs.

En juin 1927, la ville de Paris organisa la cession par adjudication des terrains issus de l'ancien bastion 58 (îlot n°20) afin de créer un nouveau quartier. La mairie publiait ainsi plusieurs annonces avec le texte suivant : « La Ville de Paris met en vente, par adjudication, à la limite du bois de Boulogne, entre les portes Molitor et de la Muette, des terrains provenant du dérasement, des fortifications. Jamais pareille occasion ne se représentera pour ceux qui forment le rêve d'avoir leur demeure devant la plus belle promenade du monde. Tout, dans ce coin privilégié, sera harmonie et mesure. Les habitations seront construites au goût des acquéreurs, mais la Ville de Paris veillera, par le respect des clauses d'un cahier des charges, à l'esthétique générale. C'est ainsi que la hauteur des constructions sera limitée à 13 ou 14 mètres, que des jardins devront être aménagés tout autour et que les clôtures devront être faites par de jolies grilles laissant apercevoir les belles perspectives du Bois. Pas de commerce, pas de publicité, tout y sera repos et calme. Ainsi se créera, à là limite de la grande ville, le quartier des hôtels particuliers ».

## Numérotation de la voie
Le 22 mai 1930, le préfet de la Seine décréta la numérotation de cette voie de la façon suivante :
- Le numéro 1, nouveau numéro à poser par Louise Gubbay, comtesse Sabini
- Le numéro 2, nouveau numéro à poser par Douglas Louis Fitch
- Le numéro 3 et 5, nouveau numéro à poser par Madame Richard
- Le numéro 4, nouveau numéro à poser par Henri Girot
- Le numéro 6, nouveau numéro à poser par Achille Blanc
- Le numéro 7, nouveau numéro à poser par André Goldet
- Le numéro 8, nouveau numéro à poser par la société immobilière du Bois de Boulogne appartenant à Jean et Paul Delorme, propriétaires d'Air Liquide

## Le square dans la fiction
- L’action du roman Attirances, écrit par Didier van Cauwelaert en 2005, se déroule en partie square des Écrivains-Combattants-Morts-pour-la-France : « Quand je l'ai découvert sur le plan, en arrivant à Paris, je me suis dit : C'est là. Square des Écrivains-Combattants-Morts-pour-la-France, pour moi c'est mieux qu'une adresse, c'est une profession de foi »[7].

## Bâtiments remarquables et lieux de mémoire

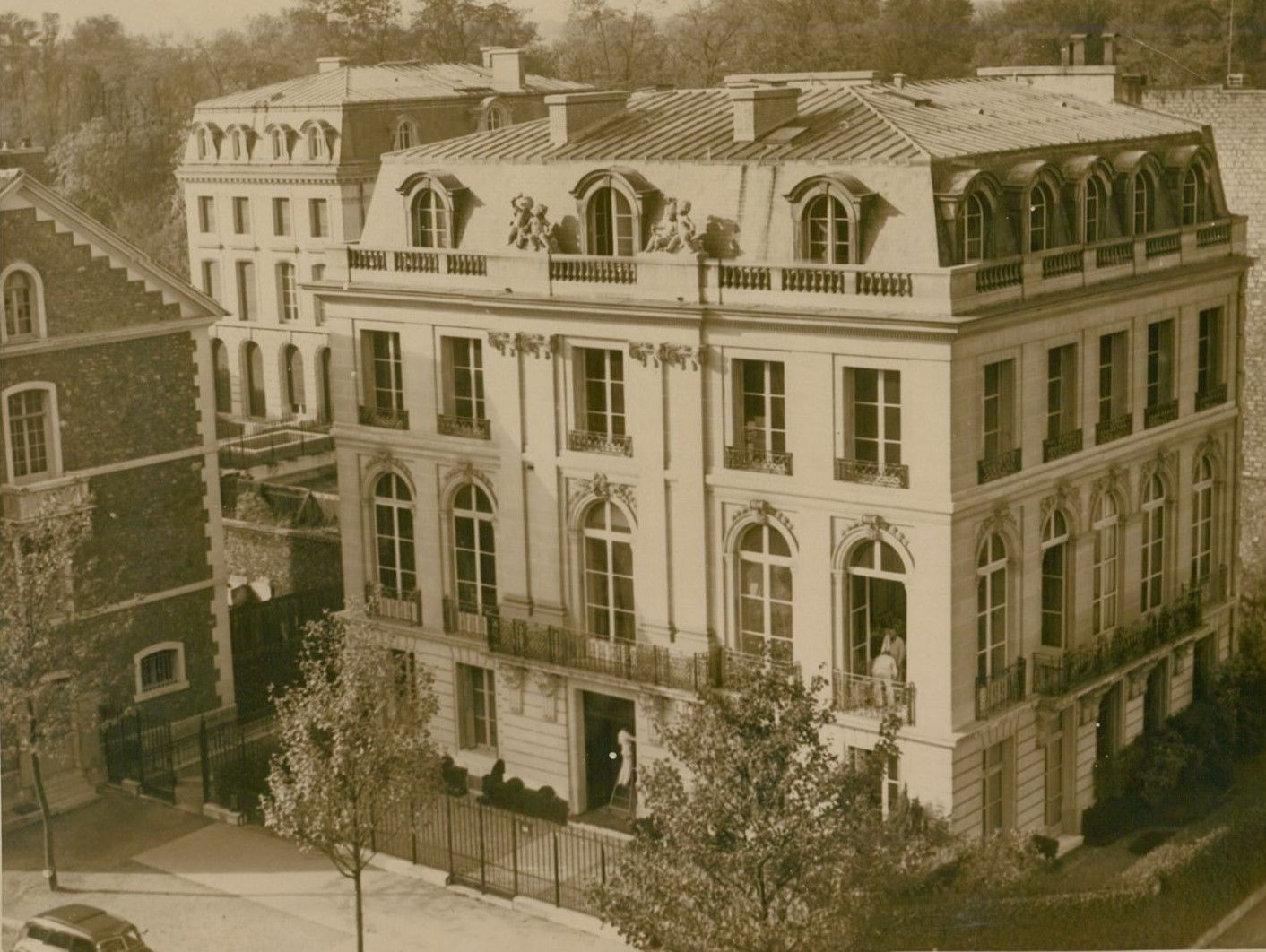
Première demeure d'Édouard VIII, duc de Windsor, à Paris.

- No 1 : cet hôtel particulier a été construit en 1932 dans un style Louis XVI sur les anciennes fortifications par Louise Gubbay, comtesse Sabini et veuve du financier Antoine « Tony » Dreyfus-Dupont[8], qui était également juge honoraire au tribunal de la Seine. Le duc de Windsor fut, avec son épouse Wallis Simpson, le premier résident de cet hôtel particulier situé à l'angle du 1 square des Écrivains-Combattants-Morts-pour-la-France et du 24 boulevard Suchet[9],[10],[11]. Le Figaro indiquait dans son édition du 4 novembre 1938 : « Le duc et la duchesse de Windsor, qui sont actuellement les hôtes de Paris, où ils habitent à l'hôtel, ont décidé d'y avoir désormais une résidence fixe. Ils ont donc loué, sur le boulevard Suchet, en bordure du bois de Boulogne, une charmante maison de style Louis XVI, et de construction récente. Celle-ci, en effet, date de dix ans seulement et fut édifiée par les soins de la comtesse Sabini. Le duc de Windsor, qui va faire procéder à d'importants travaux, compte aménager sa nouvelle demeure dans le style de Fort Belvedere (Windsor Great Park), sa résidence préférée en Angleterre, dont le mobilier va prendre le chemin de Paris. Il espère pouvoir s'y installer vers le 1er janvier ».

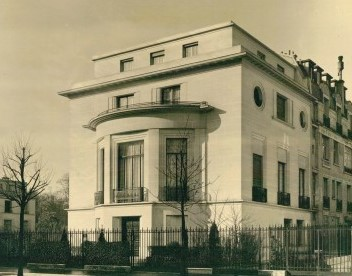
Hôtel particulier construit par André Hott pour Douglas Fitch.

- No 2 : cet hôtel particulier de 478 m² de style Art déco, situé à l'angle du 22 boulevard Suchet et du 2 square des Écrivains-Combattants-Morts-pour-la-France, a été construit par l'architecte André Hott en 1930 et décoré par l'architecte-décorateur Jacques de Veyrac-Paulhan pour le compte des propriétaires de l'époque, Douglas Louis Fitch et son épouse Marie Thérèse Gouttenoire de Toury. La maison et sa décoration, alliant style Louis XV et moderne, ont fait l'objet d'un article complet dans le magazine de référence américain Arts & Decoration en 1934[12]. L'hôtel a été primé en 1935 par le jury du Concours des façades et devantures[13]. Devenu propriété de Marcel Dassault, ingénieur et fondateur du groupe Dassault Aviation, l'hôtel particulier est refait par son architecte Clément Palacci en 1951[14]. Il a ensuite connu une nouvelle restructuration importante en 1982 sous la direction de l'architecte Tigrane Hekimian, autre architecte personnel de l'industriel[15]. L'immeuble a ensuite été acquis par le prince Rainier III de Monaco auprès de Marcel Dassault[16]. Ce bâtiment est depuis 1984 l'ambassade de Monaco en France, après avoir accueilli le siège de l'ambassade de Syrie en France jusqu’en 1980.
À cette même adresse, un attentat a été commis 29 janvier 1980 en fin de matinée dans les locaux de l'ambassade de Syrie, ravageant le rez-de-chaussée du bâtiment. Le bilan de cet attentat fut d'un mort et huit blessés[17].

- No 3-5 : les édifices se trouvant à cette adresse furent successivement la propriété de Mme Richard[18] avant-guerre puis des États-Unis après guerre[19]. Un immeuble de quatre étages avec 10 logements pour 44 pièces a ensuite été construit en 1957 par l'architecte Joseph Wetzstein[20]. L'homme d'affaires et écrivain Paul-Loup Sulitzer habita dans cet immeuble dans les années 1980[21]. A vécu au no 5 Georges Pâques, résistant et haut fonctionnaire français[22], premier fonctionnaire depuis 1945 arrêté pour espionnage au  profit d'une puissance étrangère[23]. Aussi, un attentat à l'explosif a été commis à cette adresse au cours de la nuit du 16 au 17 avril 1976. Il a été revendiqué par l'organisation Front de libération de la Bretagne - Armée républicaine bretonne (FLB-ARB). L'attentat semble avoir visé les intérêts d'Armen Dabaghian, président-directeur général de Transocéan, installé à Brest[24].

- No 4 : un appartement fut réquisitionné par l'occupant allemand le 8 septembre 1940 selon les archives de la préfecture de Police de Paris[25].

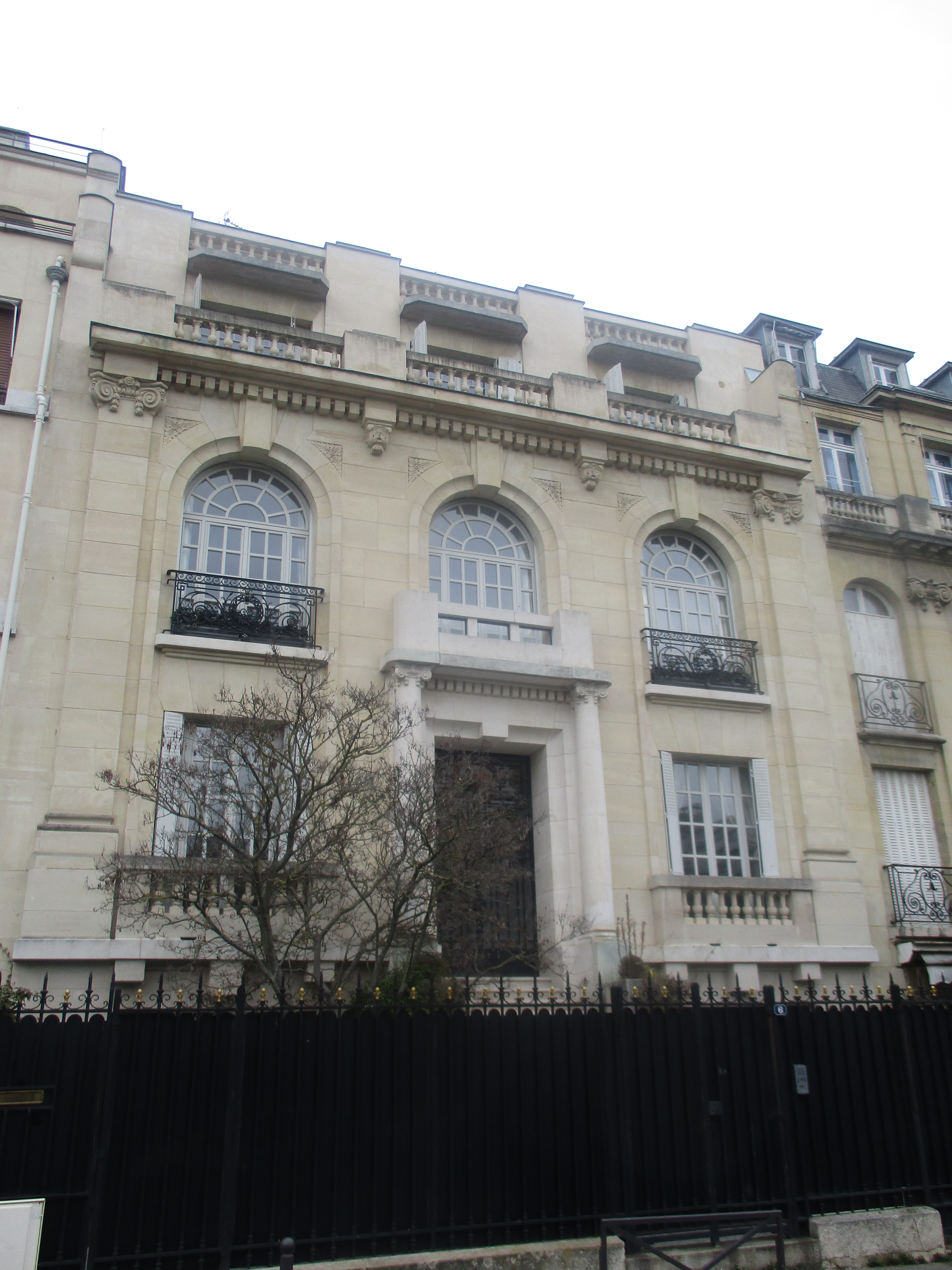
Hôtel particulier construit par Henri Dubouillon.

- No 6 : l'architecte de bâtiments haussmanniens Henri Dubouillon dépose le 27 septembre 1927 un permis de construire d'un hôtel particulier situé près du boulevard Suchet, dans le 16e arrondissement de Paris, au niveau d’un square qui ne porte pas encore de nom. Cet immeuble prestigieux construit au cours de l'année 1928 est considéré comme l’une des œuvres majeures de l’architecte. Sa qualité architecturale fut saluée dans plusieurs publications de l’époque, notamment par La Construction moderne, une revue faisant autorité en matière d’architecture. Le numéro 48, publié le 1er septembre 1929, rend hommage à l’élégance et à la maîtrise du projet : « J’ai eu l’occasion de visiter quelques-uns des grands immeubles édifiés à Paris par M. Dubouillon. Tous ces immeubles se recommandent et fixent l’attention. Tous, dans l’ordre architectural moderne, présentent leur côté particulier et, à ce titre, sont dignes de colonnes de la Revue. De ces constructions, je n’en sais cependant aucune qui m’ait aussi agréablement surpris que son hôtel particulier du boulevard Suchet. Par la beauté des proportions, par l’élégance des profils et la symétrie des lignes, M. Dubouillon ne nous offre là, rien moins que le plaisir d’un retour judicieux à la belle ordonnance architecturale des temps néoclassiques fin XVIIIe »[26]. Cet hôtel particulier se distingue par ses lignes harmonieuses et son utilisation habile des codes du style néoclassique, offrant une synthèse entre modernité et tradition architecturale. Cet immeuble fut par ailleurs habité notamment par Émile Fould, fils de René Fould et Esther Lazard, fille de Simon Lazard, cofondateur de la banque Lazard. Émile Fould, diplômé de l'École libre des sciences politiques, fut président de la Société des hauts fourneaux, forges et aciéries de Pompey et de la Compagnie industrielle et financière de Pompey et administrateur des Chantiers et Ateliers de Saint-Nazaire[27].

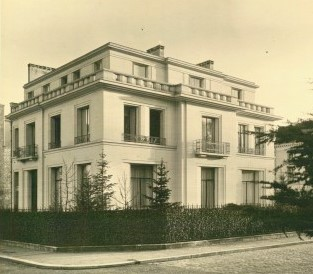
Hôtel particulier construit par André Hott pour André Goldet.

- No 7 : André Raymond Goldschmidt dit Goldet, homme d'affaires et éminent actionnaire de Pétroles Jupiter[28] et son épouse Marie-Annette « Mania » Goldschmidt dit Goldet (née Heilbronn) résidaient dans un hôtel particulier dénommé « Hôtel des Anciens Combattants », situé à l'angle du 7 square des Écrivains-Combattants-Morts-pour-la-France et du 23 avenue du Maréchal-Maunoury. L'hôtel particulier de deux étages fut construit en 1929 par l'architecte André Hott à la demande d'André Goldet[29]. L'hôtel particulier des Goldet, grands parents de la journaliste Sylvie Pierre-Brossolette, a été détruit et un immeuble a été construit à la place. La demeure fut, selon les renseignements généraux, réquisitionnée par l'occupant allemand le 8 septembre 1940. Selon les archives de l'architecte voyer en chef, disponibles aux Archives de Paris, une réquisition officielle par les forces allemandes a été émise le 22 août 1942[30]. Les Brammer ont occupé les lieux et ont immédiatement recherché du personnel de maison parlant allemand [31]. Le commissaire général aux question juives décida, en application de la loi relative aux entreprises et biens ayant appartenu à des Juifs absents ou disparus, dite « Loi d'aryanisation », prise par le gouvernement de Vichy, la dépossession de cet hôtel particulier le 5 mai 1943 au détriment de la famille Goldet[32]. L'hôtel particulier fut ensuite mis en vente par son administrateur provisoire, M. Bardon, 142 rue de Courcelles, le 16 mars 1943[33]. 
L'Einsatzstab Reichsleiter Rosenberg, l'organisme chargé des confiscations de biens appartenant à des Juifs et des francs-maçons dans les territoires occupés par la Wehrmacht, a saisi la collection d'art des Goldet constituée de nombreux tableaux et de sculptures[34].

- No 8 : le terrain, d'une superficie de 553 m², correspondait au premier lot de l'îlot n°20. Il est vendu aux enchères par le Domaine de la Ville de Paris en juillet 1938[35],[36]. Un immeuble a ensuite été construit par l'architecte Clément Palucci en 1940, à la suite de la demande de permis de construire réalisée en octobre 1938 par le propriétaire, M. Berger[37].

## Mentions des permis de construire dans les archives de la Mairie de Paris
- No 2 : hôtel particulier. Cet hôtel particulier a été construit à la fin des années 1920, à l’emplacement des bastions n°58 et 59 de l’ancienne enceinte de Thiers. Le projet était de créer, à côté du square, un quartier composé de huit hôtels particuliers qui devaient respecter certaines normes. En effet, comme l’indique le bulletin municipal officiel de la Ville de Paris datant de juin 1927, la hauteur des constructions devait être limitée à 13 ou 14 mètres, les jardins devront être aménagés tout autour des bâtis et les clôtures « devront être faites par de jolies grilles laissant percevoir les belles perspectives du bois ». Le n°4, en pierre de taille, respecte les règles édictées par le conseil municipal. Face au square, un petit jardin avec clôture devance la façade principale agencée en cinq travées. L’hôtel se compose d’un rez-de-chaussée, de deux étages carrés, d’un étage attique et d’un étage sous comble percé de cinq lucarnes. La porte d’entrée, ornée d’un mascaron, est délimitée par des pierres de refends. Les trois travées centrales, légèrement en saillie, sont mises en avant par des pilastres ioniques qui s’élèvent sur deux niveaux. Ces derniers soutiennent une frise rehaussée par une corniche à denticules sous le balcon à balustres. Parmi les deux étages carrés, le deuxième est percé de baies en plein cintre. Les trois premiers niveaux puisent leur influence dans le style classique, quand l’étage attique se veut plus moderne. Les trois baies centrales, dotées de pilastres, sont couronnées par un fronton qui dispose d’un centre en plein cintre.

- No 6 : hôtel particulier. Cet hôtel particulier a été construit à l’emplacement des bastions n°58 et 59 de l’ancienne enceinte de Thiers en 1928, par l’architecte Henri Dubouillon (1887-1966). Le projet était de créer, à côté du square, un quartier composé de huit hôtels particuliers qui devaient respecter certaines normes. En effet, comme l’indique le bulletin municipal officiel de la Ville de Paris datant de juin 1927, la hauteur des constructions devait être limitée à 13 ou 14 mètres, les jardins devront être aménagés tout autour des bâtis et les clôtures « devront être faites par de jolies grilles laissant percevoir les belles perspectives du bois ». Le n°6, en pierre de taille, respecte ces règles édictées par le conseil municipal. Face au square, un petit jardin avec clôture devance la façade principale agencée en trois travées. Édifié sur un imposant soubassement, le rez-de-chaussée est accessible un perron. Au-dessus de ce niveau se dresse un étage carré percé de baies en plein cintre, un étage attique et un autre sous comble. De style éclectique, la façade est délimitée par deux pilastres ioniques, similaires à ceux de l’hôtel voisin. Deux autres pilastres, reliés par une frise à denticules, ornent la porte d’entrée en verre et ferronnerie ouvragée. Ils soutiennent le balconnet de l’étage supérieur. De la même façon que les consoles qui maintiennent les balconnets du rez-de-chaussée, ce dernier ne dispose d’aucune ornementation classique. Les balcons voisins, sont quant à eux, en ferronnerie ouvragée. L’étage attique et l’étage sous comble comportent des balustres prenant la forme de colonnes. Contrairement à l’étage sous comble, le balcon de l’étage attique est en saillie. Il est maintenu par des pilastres, deux consoles et une frise monumentale à denticules.

- No 8 : hôtel particulier. Cet immeuble est construit entre 1938 et 1940 par l’architecte Clément Palacci (1898-1984). Il s’inscrit dans l’opération du square des Écrivains-Combattants-Morts-pour-la-France lancée par la ville de Paris à partir de 1927, prévoyant l’aménagement d’un square planté et un ensemble de huit habitations à l’emplacement de l’ancien bastion 58 de l’enceinte de Thiers. Un cahier des charges précis avait été mis en place pour assurer l'homogénéité de l'opération. La hauteur des constructions était limitée à 13 mètres et des jardins devaient être aménagés tout autour des habitations. Haut de quatre étages, le n°8 adopte un plan masse carré. Son dernier étage, en retrait, forme un gradin. En retrait d’alignement, le bâtiment est entouré d’un jardin, conformément au projet d’aménagement du square. L’édifice présente plusieurs caractéristiques des immeubles d’habitation bourgeois construits à l’emplacement de l’enceinte de Thiers dans le 16e arrondissement et témoigne du retour à la simplicité choisi par les architectes dans les années 1930-1940. Ses façades épurées et lisses, son toit-terrasse et ses balcons aux angles arrondis s’inscrivent dans une tendance moderne, bien que l’usage d’un parement en pierre de taille l’ancre dans une certaine tradition. Sa façade est animée par des jeux géométriques de ressauts sur certaines travées.

## Galerie

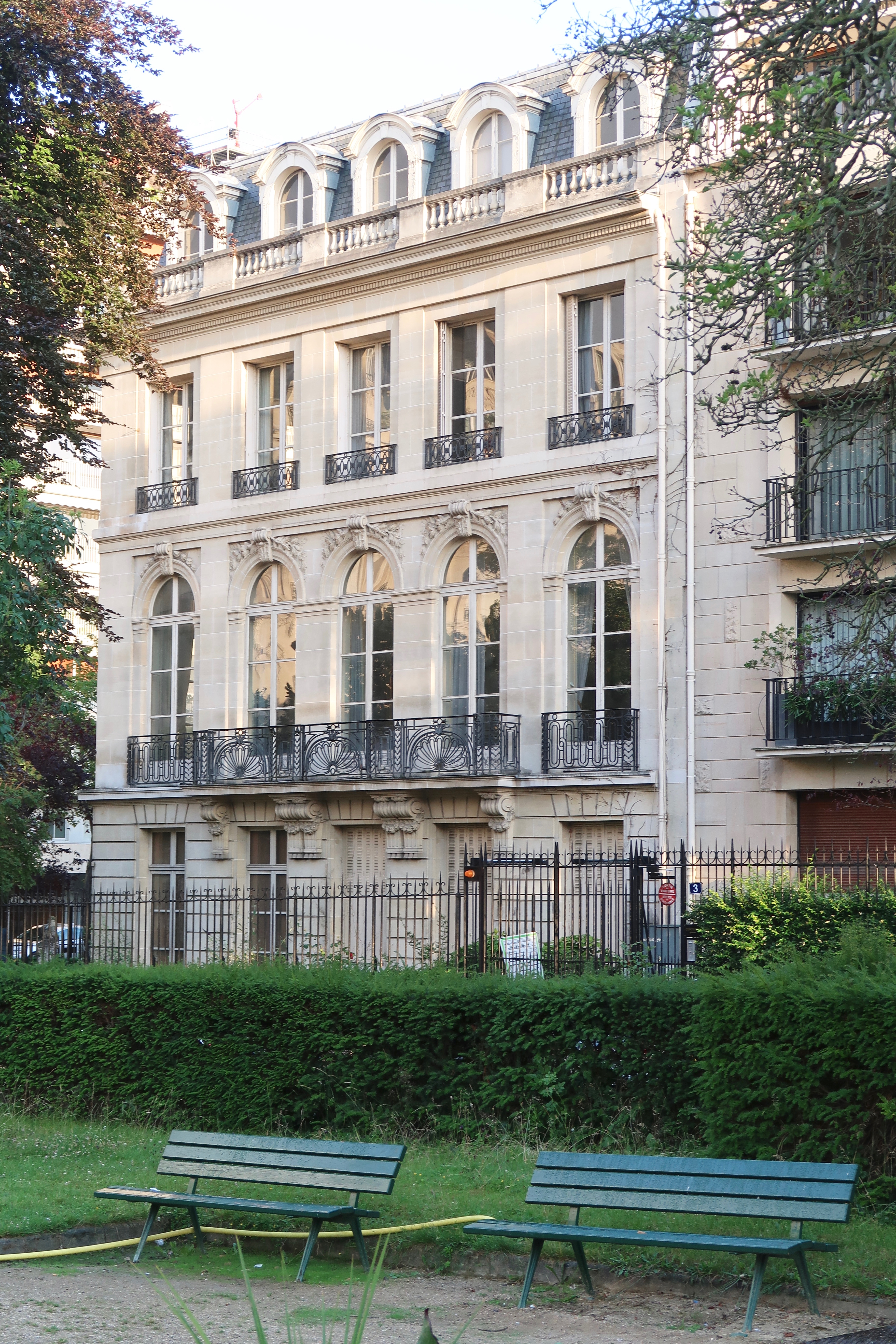
No 1, angle 24 bd Suchet.
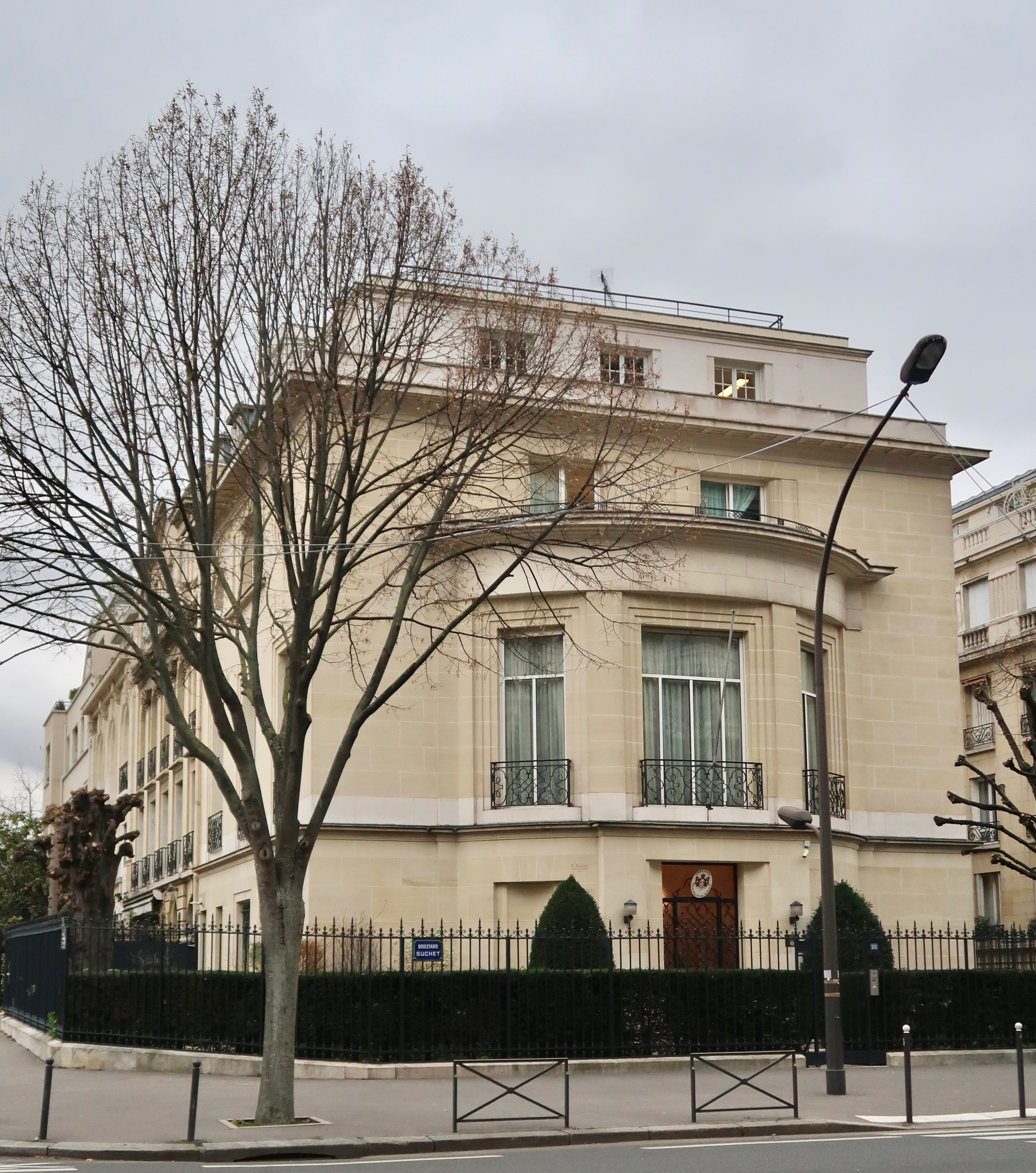
No 2, angle 22 bd Suchet.
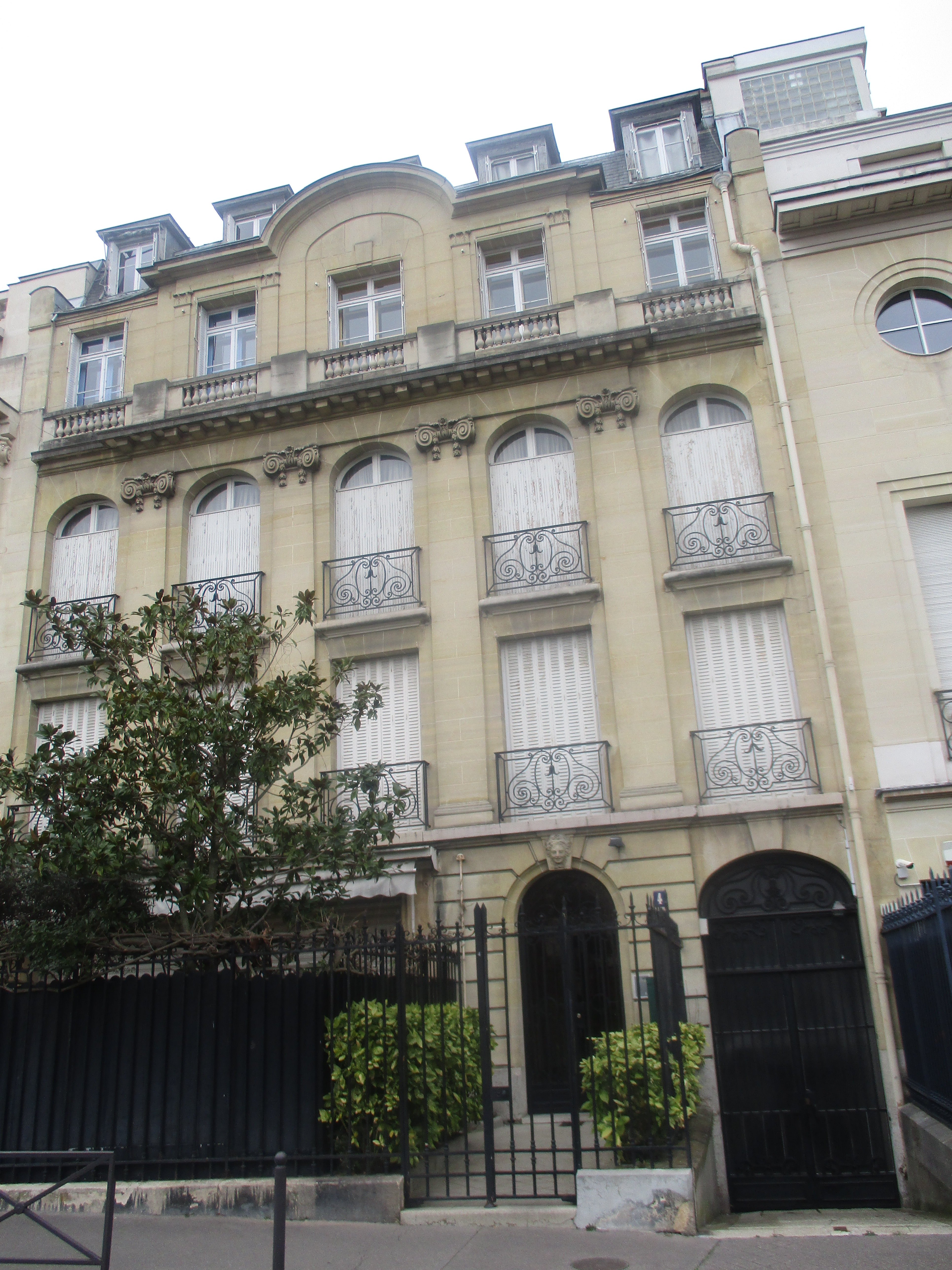
No 4.
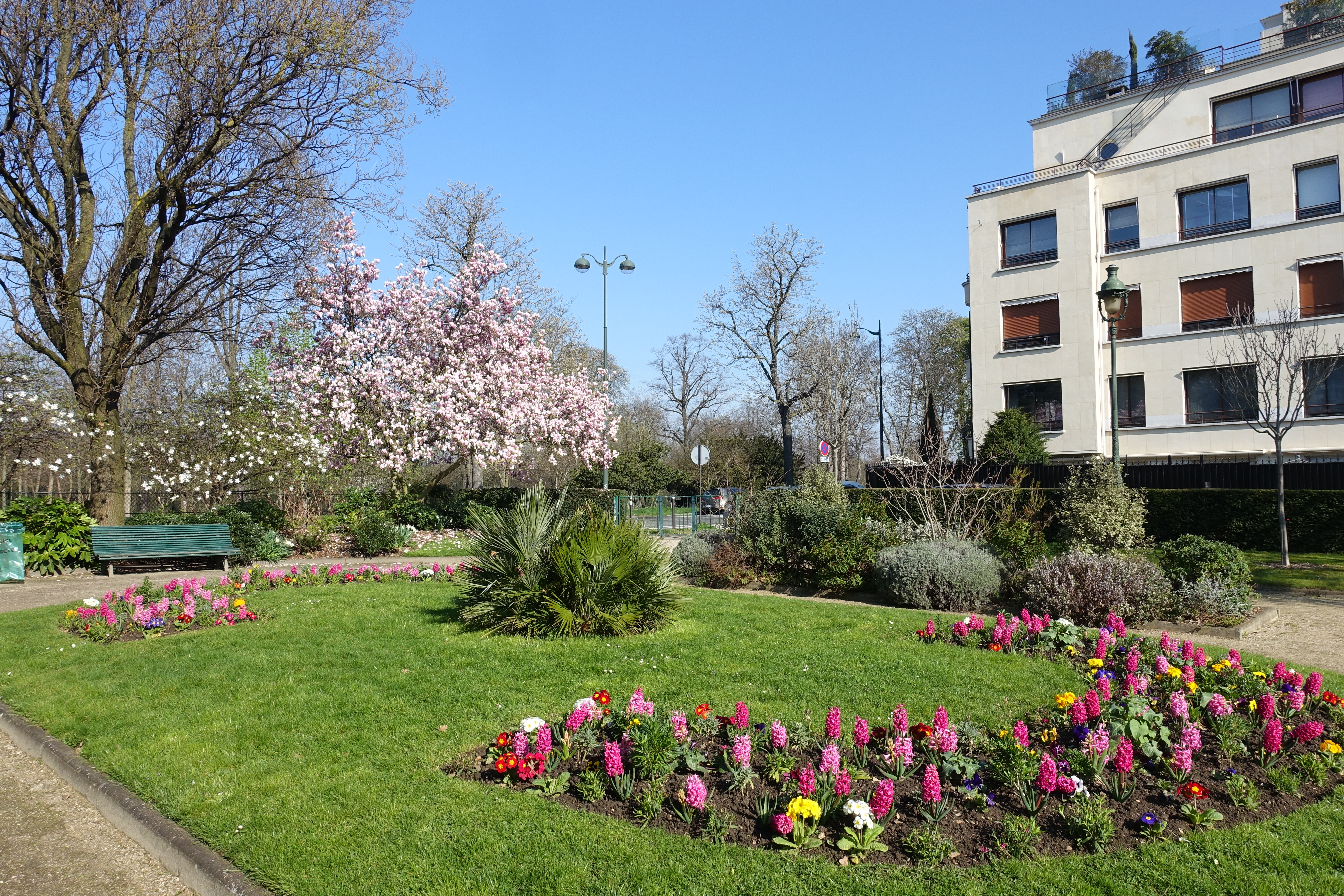
No 8.